# 셀 211
《셀 211》(스페인어: Celda 211)는 2009년 공개된 스페인의 액션 스릴러 영화이다. 2010년 제24회 고야상에서 작품상, 감독상, 남우 주연상(루이스 토사르), 여우 조연상(마르타 에투라) 등 8개 부문을 수상하였다.

## 출연진
- 루이스 토사르
- 알베르토 아만
- 안토니오 레시네스
- 마르타 에투라
- 카를로스 바르뎀
- 마누엘 모론
- 루이스 사에라
- 비센테 로메로
- 마놀로 솔로
- 호세안 벵고에체아
- 다비드 셀바스
- 헤수스 카로사